# Boqchīr
Boqchīr (persiska: بقچیر) är en ort i Iran.   Den ligger i provinsen Khorasan, i den nordöstra delen av landet, 600 km öster om huvudstaden Teheran. Boqchīr ligger 1 848 meter över havet och antalet invånare är 145.
Terrängen runt Boqchīr är huvudsakligen kuperad, men åt nordväst är den platt.Runt Boqchīr är det mycket glesbefolkat, med 5 invånare per kvadratkilometer. Närmaste större samhälle är Sanū, 13,7 km öster om Boqchīr. Omgivningarna runt Boqchīr är i huvudsak ett öppet busklandskap.